# Rafael Minor Franco
Rafael Minor Franco (Panotla, Tlaxcala; 1927-Yauhquemecan, Tlaxcala; 18 de septiembre de 2004) fue un político mexicano, miembro del Partido Revolucionario Institucional.
Egresó como licenciado en Derecho por la Universidad Nacional Autónoma de México. Entre 1964 y 1970, fue colaborador de Joaquín Cisneros Molina, secretario particular del presidente Gustavo Díaz Ordaz. Se desempeñó como senador de la República por Tlaxcala de 1976 a 1982, y Director del Instituto de Investigaciones Legislativas de la Cámara de Diputados. 
Murió asesinado en septiembre de 2004, las investigaciones señalaron originalmente a Martha Ivonne Armenta, quien era su pareja sentimental, y presidenta de la Fundación ‘Da Vida’, promotora de la donación de órganos como autora intelectual del asesinato. Sin embargo, en enero de 2007, fue absuelta de ese cargo.